# Iwaki, Fukushima
Iwaki (いわき市 Iwaki-shi) là thành phố thuộc tỉnh Fukushima, Nhật Bản. Tính đến ngày 1 tháng 10 năm 2020, dân số ước tính thành phố là 332.931 người và mật độ dân số là 270 người/km2. Tổng diện tích thành phố là 1.232 km2.

## Địa lý

### Đô thị lân cận
- Fukushima
  - Kawauchi
  - Naraha
  - Hirono
  - Tamura
  - Ono
  - Hirata
  - Furudono
- Ibaraki
  - Kitaibaraki

### Khí hậu
| Dữ liệu khí hậu của Onahama, Iwaki, Fukushima | Dữ liệu khí hậu của Onahama, Iwaki, Fukushima | Dữ liệu khí hậu của Onahama, Iwaki, Fukushima | Dữ liệu khí hậu của Onahama, Iwaki, Fukushima | Dữ liệu khí hậu của Onahama, Iwaki, Fukushima | Dữ liệu khí hậu của Onahama, Iwaki, Fukushima | Dữ liệu khí hậu của Onahama, Iwaki, Fukushima | Dữ liệu khí hậu của Onahama, Iwaki, Fukushima | Dữ liệu khí hậu của Onahama, Iwaki, Fukushima | Dữ liệu khí hậu của Onahama, Iwaki, Fukushima | Dữ liệu khí hậu của Onahama, Iwaki, Fukushima | Dữ liệu khí hậu của Onahama, Iwaki, Fukushima | Dữ liệu khí hậu của Onahama, Iwaki, Fukushima | Dữ liệu khí hậu của Onahama, Iwaki, Fukushima |
| Tháng                                         | 1                                             | 2                                             | 3                                             | 4                                             | 5                                             | 6                                             | 7                                             | 8                                             | 9                                             | 10                                            | 11                                            | 12                                            | Năm                                           |
| --------------------------------------------- | --------------------------------------------- | --------------------------------------------- | --------------------------------------------- | --------------------------------------------- | --------------------------------------------- | --------------------------------------------- | --------------------------------------------- | --------------------------------------------- | --------------------------------------------- | --------------------------------------------- | --------------------------------------------- | --------------------------------------------- | --------------------------------------------- |
| Cao kỉ lục °C (°F)                            | 20.8 (69.4)                                   | 24.8 (76.6)                                   | 23.5 (74.3)                                   | 27.4 (81.3)                                   | 29.7 (85.5)                                   | 33.6 (92.5)                                   | 34.9 (94.8)                                   | 37.7 (99.9)                                   | 34.4 (93.9)                                   | 32.2 (90.0)                                   | 25.0 (77.0)                                   | 25.4 (77.7)                                   | 37.7 (99.9)                                   |
| Trung bình ngày tối đa °C (°F)                | 8.6 (47.5)                                    | 8.9 (48.0)                                    | 11.5 (52.7)                                   | 15.8 (60.4)                                   | 19.6 (67.3)                                   | 22.6 (72.7)                                   | 25.8 (78.4)                                   | 27.9 (82.2)                                   | 25.4 (77.7)                                   | 20.9 (69.6)                                   | 16.1 (61.0)                                   | 11.1 (52.0)                                   | 17.8 (64.1)                                   |
| Trung bình ngày °C (°F)                       | 4.1 (39.4)                                    | 4.3 (39.7)                                    | 7.1 (44.8)                                    | 11.6 (52.9)                                   | 15.8 (60.4)                                   | 19.1 (66.4)                                   | 22.5 (72.5)                                   | 24.5 (76.1)                                   | 22.0 (71.6)                                   | 16.9 (62.4)                                   | 11.5 (52.7)                                   | 6.6 (43.9)                                    | 13.8 (56.9)                                   |
| Tối thiểu trung bình ngày °C (°F)             | −0.1 (31.8)                                   | 0.1 (32.2)                                    | 2.8 (37.0)                                    | 7.4 (45.3)                                    | 12.3 (54.1)                                   | 16.4 (61.5)                                   | 20.1 (68.2)                                   | 22.0 (71.6)                                   | 19.0 (66.2)                                   | 13.2 (55.8)                                   | 7.1 (44.8)                                    | 2.1 (35.8)                                    | 10.2 (50.4)                                   |
| Thấp kỉ lục °C (°F)                           | −9.3 (15.3)                                   | −10.7 (12.7)                                  | −8.5 (16.7)                                   | −3.8 (25.2)                                   | −0.6 (30.9)                                   | 4.8 (40.6)                                    | 9.6 (49.3)                                    | 11.6 (52.9)                                   | 7.2 (45.0)                                    | 0.8 (33.4)                                    | −3.3 (26.1)                                   | −7.1 (19.2)                                   | −10.7 (12.7)                                  |
| Lượng Giáng thủy trung bình mm (inches)       | 57.3 (2.26)                                   | 54.0 (2.13)                                   | 108.4 (4.27)                                  | 125.2 (4.93)                                  | 146.1 (5.75)                                  | 149.5 (5.89)                                  | 160.7 (6.33)                                  | 122.6 (4.83)                                  | 192.3 (7.57)                                  | 193.1 (7.60)                                  | 80.3 (3.16)                                   | 51.3 (2.02)                                   | 1.440,7 (56.72)                               |
| Lượng tuyết rơi trung bình cm (inches)        | 4 (1.6)                                       | 4 (1.6)                                       | 1 (0.4)                                       | 0 (0)                                         | 0 (0)                                         | 0 (0)                                         | 0 (0)                                         | 0 (0)                                         | 0 (0)                                         | 0 (0)                                         | 0 (0)                                         | 1 (0.4)                                       | 9 (3.5)                                       |
| Số ngày mưa trung bình                        | 4.5                                           | 5.1                                           | 8.9                                           | 9.4                                           | 10.4                                          | 11.0                                          | 11.4                                          | 8.5                                           | 10.7                                          | 10.1                                          | 6.8                                           | 5.0                                           | 101.8                                         |
| Số ngày tuyết rơi trung bình                  | 0.9                                           | 0.6                                           | 0.3                                           | 0                                             | 0                                             | 0                                             | 0                                             | 0                                             | 0                                             | 0                                             | 0                                             | 0.2                                           | 2                                             |
| Độ ẩm tương đối trung bình (%)                | 58                                            | 59                                            | 62                                            | 68                                            | 76                                            | 83                                            | 86                                            | 84                                            | 80                                            | 75                                            | 69                                            | 62                                            | 72                                            |
| Số giờ nắng trung bình tháng                  | 193.4                                         | 180.3                                         | 191.4                                         | 192.8                                         | 193.0                                         | 150.3                                         | 151.1                                         | 183.1                                         | 144.5                                         | 147.3                                         | 162.4                                         | 179.0                                         | 2.068,6                                       |
| Nguồn 1: Cục Khí tượng Nhật Bản               |                                               |                                               |                                               |                                               |                                               |                                               |                                               |                                               |                                               |                                               |                                               |                                               |                                               |
| Nguồn 2: Cục Khí tượng Nhật Bản               |                                               |                                               |                                               |                                               |                                               |                                               |                                               |                                               |                                               |                                               |                                               |                                               |                                               |

## Giao thông

### Đường sắt
JR East – Tuyến Jōban
- Nakoso – Ueda – Izumi – Yumoto – Uchigō – Iwaki – Kusano – Yotsukura – Hisanohama – Suetsugi

JR East – Tuyến Đông Ban'etsu
- Iwaki – Akai – Ogawagō – Eda – Kawamae

Tuyến Fukushima Rinkai
- Izumi – Miyashita - Onahama

### Cao tốc/Xa lộ
- Jōban Expressway – Iwaki Nakoso Interchange – Iwaki Yumoto Interchange – Yunotake Parking Area – Nút giao thông Iwaki - Iwaki Chūō Interchange – Iwaki Yotsukura Interchange
- Cao tốc Ban-etsu – Nút giao thông Iwaki – Iwaki-Miwa Interchange
- Quốc lộ 6
- Quốc lộ 49
- Quốc lộ 289
- Quốc lộ 349
- Quốc lộ 399